# Pipreola pulchra
Pipreola pulchra là một loài chim trong họ Cotingidae.